# Жуниньо (футболист, р. 1999)
Едимар Рибейро да Коста Жуниор (на португалски: Edimar Ribeiro da Costa Junior), по-познат просто катоЖуниньо (на португалски: Juninho), е бразилски футболист, който играе на поста нападател. Състезател на Ал-Наджма.

## Кариера
На 14 септември 2020 г. е обявен за ново попълнение на Арда. Прави своя дебют на 23 ноември 2020 г. при победата с 2:0 като домакин на Царско село.

## Национална кариера
Жуниньо е повикан в отбора на Бразилия до 20 г. за Турнир Тулон 2017. Прави дебюта си, влизайки като смяна през второто полувреме на мястото на Габриел Новаеш при победата с 1:0 над Индонезия до 20 г.

## Успехи
Спорт Ресифе
- Пернамбукано 1 (1): 2017